# 新島八重

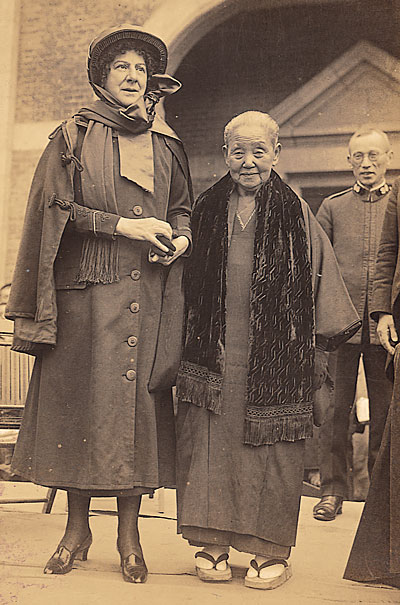
新島八重（右）與卜婉懿（左，為當時任救世創辦人人卜威廉的女兒，後來成為第4任救世軍大将）。右後方為同志社出身的日本救世軍時任中將山室軍平（於昭和4年（1929年）11月拍攝）

新島八重（日语：／ Niijima Yae，1845年12月1日—1932年6月14日）是日本幕末至昭和初期的一名女性，因為丈夫是同志社的創立者新島襄而為人所認識。舊姓山本。在一部分信件中曾使用八重子作為署名，因此在一些史料中使用了新島八重子此姓名。
她被稱為惡妻、烈婦、元祖「型女」（Handsome Woman、直譯為帥氣女人）並在明治時代精力充沛地生活，亦為首位皇族以外的女性受到政府叙勳的先進女性。

## 生涯
新島八重誕生於會津藩，為砲術師範山本權八與妻子山本佐久三個孩子中的第二個孩子，哥哥是山本覺馬，弟弟是山本三郎。
八重在戊辰戰爭時將剪短頭髮並穿起男裝，以家藝砲術奉仕主家，並在若松城籠城戰中使用自己的史賓塞式步槍奮戰。在戊辰戰爭之前，曾與但馬出石藩出身，並為藩校日新館的教授川崎尚之助結婚，但在會津若松城籠城戰前離婚，在籠城戰時雖仍在一起，不過後來尚之助在戰爭期間失蹤。
明治4年（1871年），上洛（上京）投靠身為京都府顧問的兄長山本覺馬。翌年，在兄長的推薦下，成為京都女紅場（後來的府立第一高女）的權舎長・教道試補。該女紅場中負責茶道教授的為13代千宗室（圓能齋）的母親，而就這個原因令八重開始喜歡上茶道。
在與經常和兄長來往的新島襄變得熟絡後，於明治8年（1875年）10月與新島襄訂立婚約。當時，町內阻止新島之基督教主義學校建設的僧侶及神官連日召開抗議集會，進行該集會的目的，是向京都府知事、文部省請願及施加壓力，因此之故京都府在新島襄與八重訂立婚約後，突然將八重從女紅場中解雇。
於明治9年（1876年）1月3日再婚。為京都初次在雙方都是日本人下，以基督教儀式進行結婚典禮。八重在女紅場勤務時得到的經驗，為同志社的營運提供了不少建議。而奉行歐美Ladies first（女士優先）禮儀的襄，正與巾幗不讓鬚眉的八重成為合襯的夫妻。但丈夫的每事禮讓，連坐車也是被丈夫讓先的事，令八重被當時的人評為惡妻。
八重在同志社英學校期間，對待戊辰戰爭時進攻會津藩的薩摩及長州出身的學生十分冷淡；在引起問題後雖獲小舅與襄的原諒但仍離家出走；雖然穿著洋裝，但仍帶著武士的自豪感和道德，並經常與周邊的事物發生摩擦。就以上原因，在新島夫婦出席同志社英學校的學生演講會期間，當時身為學生的德富蘇峰，在講壇上指責八重為「頭與腳是西洋，身體是日本，像鵺一般的女性（頭と足は西洋、胴体は日本という鵺のような女性がいる）」。八重在聽到後卻完全不以為然。但是新島夫婦的關係仍非常之好，在襄寄給美國朋友的書信內，曾這樣提及過八重，內容為「她的外表並不是十分美麗。但是生活方式很瀟灑。這對我來說已經足夠（彼女は見た目は決して美しくはありません。ただ、生き方がハンサムなのです。私にはそれで十分です）」。
於明治23年（1890年），襄因病突然去世。襄臨終時，蘇峰在床前為過去對八重的無禮行為道歉，並在最後和解。
早在前兩年的明治21年（1888年）5月，襄曾寫信給他的理解者、合作夥伴，來自奈良縣吉野的事山林事業家，亦為自由民權運動財政後盾的土倉庄三郎，而信中的內容為「小生的病症與心臟病無異，遲早小生也有心理準備會因此病而死（小生ノ病症は早ヤ心臓病ニ相違無之、早晩小生ハ此之病之為ニ斃るへきハ覚悟せねばならさる由）｣｣（（晃洋書房）中的原文），並請求土倉幫忙學校與八重的事。
兩人之間並沒有孩子，更因這時新島家除了襄以外沒有男子而迎來了養子，但後來八重被這名養子疏遠。後來亦與支撐同志社，襄的門人們性格不合，再被同志社疏遠。支持八重這個孤獨的狀況，只有在女紅場認識的圓能齋，其後，成為圓能齋直門的茶道家並取得茶道教授資格，1894年，八重被授予茶名「新島宗竹」，於京都開辦了為女性而設的茶道教室，為傳播裏千家流有所貢献。
於日清戰爭及日俄戰爭期間，作為護士熱心幫忙。就此功績，於昭和3年（1928年）昭和天皇即位大禮期間被賜予銀杯。在這4年後，在寺町丸太町上的自邸（現新島舊邸）逝世，終年86歳。葬禮以「同志社社葬」進行並有4000人參列。其墓所為襄的旁邊，在京都市左京區鹿谷若王子山町的京都市營若王子墓地內同志社墓地。

## 叙勳
- 勳七等寶冠章[4]

## 書畫
- 『美德以為飾』 收藏於福島縣立葵高等学校 [4][5]

## 逸話
- 在晩年時，被人看見於下雨期間，一聲不響地就遞上雨傘現給一位被雨淋濕的女學生。這被認為是替下一代的女性設想[1]。
- 襄與八重夫婦之間留下了很多恩愛的小故事。襄逝世後，在京都新島舊邸的書齋內，狀態仍和生前一樣，八重在自己去世前的42年間對書齋沒有作過任何變動[1]。
- 被評為惡妻、鵺、烈婦。
  - 惡妻 - 使用襄的英文名Joseph的暱稱Joe來稱呼襄，而在坐車的時候亦先於丈夫上車。這實為新島夫妻在互相尊重底下，以行動向世界展示男女平等，但是在男尊女卑的明治時代卻被世俗評為「惡妻」[1]。
  - 鵺 - 同志社英學校的學生覺得新島先生被八重輕視，當時為學生的德富蘇峰就罵八重是「鵺」[1]。
  - 烈婦 - 在京都女紅場勤務期間，女紅場經營陷入困難，八重就跟當時的京都府參事槇村正直直接談判，要求增加女學校的補助金，因此被世俗評為「烈婦」[1]。

## 八重登場的作品

### 小説
- 福本武久筑摩書房、1978年 ISBN 4480802304
- 福本武久新潮社、1978年 ISBN 4103487011
- 藤本瞳（藤本ひとみ） 中央公論新社、2010年 ISBN 9784120041259
- 蜂谷涼 文藝春秋、2012年 ISBN 9784167760045

### 漫畫
- （月刊誌」）、雙葉社、2012年（連載中）
- （發行:秋水社／發售:大都社）2012年
- （GUTS PON）、小池書院、2012年
- 竹村洋平『八重之櫻』（月刊誌『JUMP SQUARE』2013年1月號 - ）、原案：山本睦（連載中）

### 電視連續劇
以新島八重為主角的電視連續劇
- （1985年11月1日、朝日電視台、飾演：栗原小巻）- 的原作
- 八重之櫻（2013年大河連續劇、NHK、飾演：綾瀨遙）[6]

新島八重登場的電視連續劇
- 暗闇仕留人 第19話（1974年、朝日放送、飾演：三浦真弓）
- 白虎隊（1986年、日本電視台、飾演：田中好子）
- 白虎隊（2007年、朝日電視台、飾演：中越典子）

## 註腳
1. 1 2 3 4 5 6 7 8 9 10 11 12 13  歷史秘話Historia、NHK、2009年4月22日播放
2. ↑  鈴木（1998年）
3. ↑  Paul（2007年）、41-42項
4. 1 2  歷史秘話Historia「"」 NHK、2012年1月9日播放
5. ↑  [.   [2013-01-18]. （原始内容存档于2017-07-01）. ]
6. ↑  2011年6月22日，作為日本放送協會於「東日本大震災項目」的其中一環，以新島八重為主角的2013年NHK大河劇『八重之櫻』正式發表制作 [] 時事通信 於2011年6月22日瀏覽